# Ana Piñeres
Ana Piñeres Angarita (Ocaña, 3 de agosto de 1974-Bogotá, 20 de marzo de 2023) fue una productora ejecutiva y creativa, gestora de cine y televisión.

## Biografía
Nació en Ocaña, Norte de Santander. Estudió comunicación social y periodismo en la Pontificia Universidad Javeriana, experta en televisión social transmedia y nuevas narrativas audiovisuales de la Universidad Rey Juan Carlos III de Madrid y la Escuela Unidad Editorial; máster en escritura de guiones para cine, series de televisión y transmedia de la Universidad Autónoma de Barcelona; magíster en literatura hispanoamericana y española de la Universidad de Barcelona y diplomada en finanzas de la Pontificia Universidad Javeriana, entre otros estudios.
Presidenta de ASOCINDE (Asociación Colombiana de Productores de Cine Independiente), miembro fundadora y ex representante de los productores cinematográficos en la junta directiva de la Academia Colombiana de Artes y Ciencias Cinematográficas y en la junta directiva de Proimágenes Colombia durante dos periodos, actualmente hace parte de la junta directiva de Egeda Colombia. Ha sido jurado en convocatorias del FDC, Ibermedia y otros, y asidua conferencista y profesora invitada en diplomados de diversas universidades del país. Se desempeñó profesora del master de producción audiovisual y gestión cultural de la Universidad Jorge Tadeo Lozano de Bogotá. Entre 2000 hasta su muerte fue vicepresidenta y productora ejecutiva y creativa de CMO Producciones con Clara María Ochoa. 

## Muerte
Falleció el 20 de marzo de 2023 tras sufrir un infarto de miocardio.

## Filmografía
- El Rey de la Montaña (Productora ejecutiva y creativa - 2023)
- Pálpito (Productora ejecutiva y creativa - 2021 - 2022)
- La venganza de Analía (Productora ejecutiva y creadora - Serie de TV - 2020)
- En el Verde Mar (Productora - Película en desarrollo 2017 - 2019)
- ¿Cómo te llamas? (Productora y Prod. Creativa - Película 2018)
- Tarde lo conocí (Prod. - Serie TV 2016 - 2017)
- Siempreviva (Prod. - Película - 2015)
- La Niña (Prod. Ejecutiva - Serie TV 2016)
- Fugitivos (Prod. Ejecutiva - Serie TV 2014)
- La Ronca de Oro (Prod. Ejecutiva - Serie TV 2013)
- Bazurto (Prod. Ejecutiva - Serie TV 2012)
- La Promesa (Prod. Ejecutiva - Serie TV 2011)
- Correo de Inocentes (Prod. Ejecutiva - Serie TV 2010)
- Del Amor y Otros Demonios (Directora de Producción – Prod. Asociada - Película 2010)
- Esto Huele Mal (Prod. Ejecutiva - Película 2007)
- Soñar No Cuesta Nada (Prod. Ejecutiva - Película 2006)
- Pasión de gavilanes  (Productora - SDerie de TV - 2003)